# ولادت مریم

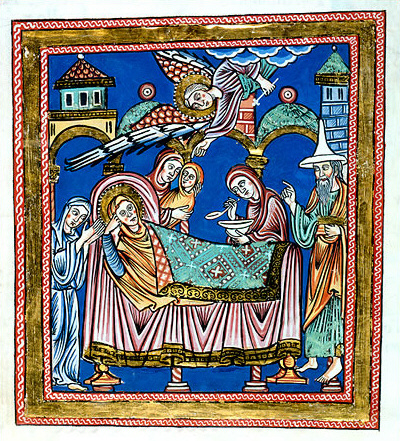
ولادت مریم در نگاره آلمانی قرن دوازدهم با پدرش یواخیم با کلاه یهودی

میلاد مریم مقدس، میلاد مریم یا میلاد مریم باکره، به یک جشن مسیحی اشاره دارد که تولد مریم، مادر عیسی را جشن می‌گیرد.
در حکم کتاب مقدس جدید، تولد مریم را ثبت نکرده است. اولین گزارش شناخته شده از تولد مریم در انجیل یعقوب (۵:۲) یافت می‌شود، یک متن آپوکریفاها از اواخر قرن دوم، که والدین او به نام‌های حنا و یهویاقیم شناخته می‌شوند.